# Shoot (Desiigner)
Shoot è un singolo del rapper statunitense Desiigner pubblicato il 13 luglio 2018.

## Tracce
1. Shoot – 3:50